# Condado de Brunswick (Carolina do Norte)
O Condado de Brunswick é um dos 100 condados do estado americano da Carolina do Norte. A sede do condado é Bolivia, e sua maior cidade é Oak Island. O condado possui uma área de 2 720 km² (dos quais 506 km² estão cobertos por água), uma população de 73 143 habitantes, e uma densidade populacional de 33 hab/km² (segundo o censo nacional de 2000). O condado foi fundado em 1764.